# Bandera del helecho plateado

Bandera ganadora del primer referéndum sobre la bandera de Nueva Zelanda en 2015.

Una versión común de la bandera del helecho plateado, similar al logo de los All Blacks.

Una bandera del helecho plateado (en inglés: silver fern flag) es toda bandera cuyo diseño contenga un helecho plateado. Entre ellas, destacan las de Kyle Lockwood, que participaron en los referéndums para sustituir a la bandera de Nueva Zelanda, aunque finalmente no consiguieron vencer a la actual. Este diseño tiene su origen en otras banderas y en el logotipo de los All Blacks, la selección de rugby de Nueva Zelanda.

## Historia del diseño de Lockwood
El diseño original utilizado era rojo en la esquina superior izquierda y azul oscuro en el resto del fondo. El azul representa el océano, el rojo los sacrificios maoríes, así como los tiempos de guerra, y el helecho blanco es una referencia a la «tierra de la larga nube blanca» (en maorí: Aotearoa, el nombre local de Nueva Zelanda). Este diseño fue publicado por Lockwood en 2003 y ganó una competencia del periódico The News Hutt en julio de 2004. La bandera apareció en Campbell Live en 2005 y ganó una encuesta en línea que incluía la actual bandera nacional.
Lockwood ha producido la bandera en varias de las combinaciones y diseños de color, incluyendo un menor número de hojas de helecho. Algunos neozelandeses creen que la actual bandera de Nueva Zelanda es un recordatorio del pasado colonial y no representan realmente su cultura. Sin embargo, aquellos que apoyan la bandera actual dicen que representa la historia del país como parte del Imperio británico y la ubicación en el hemisferio sur.
En el primer referéndum para el cambio de bandera participaron dos diseños de Lockwood, uno con la esquina superior izquierda en rojo y el otro en negro. Este último fue el ganador, por un margen muy pequeño, y el que se enfrentó a la bandera existente en el segundo referéndum. Además, era la propuesta preferida del primer ministro John Key. El diseño rojo original fue criticado por razones estéticas por Hamish Keith, Paul Henry y John Oliver, entre otros.

Bandera propuesta por Alofi Kanter.
Bandera propuesta por James Dignan.
Bandera propuesta por Kyle Lockwood.
Bandera propuesta por Kyle Lockwood.

## Banderas de servicio con el diseño de Kyle Lockwood
La galería presenta las banderas de servicio propuestas siguiendo el diseño de Lockwood.
| Otras banderas de Nueva Zelanda                     |
| Pabellón Azul propuesto para barcos gubernamentales |
|                                                     |
| Pabellón Azul propuesto para barcos gubernamentales |